# Pseudaphritis undulatus
Pseudaphritis undulatus är en fiskart som först beskrevs av Leonard Jenyns 1842.  Pseudaphritis undulatus ingår i släktet Pseudaphritis och familjen Pseudaphritidae. Inga underarter finns listade i Catalogue of Life.